# Carlos Marighella
Carlos Marighella (ur. 5 grudnia 1911 r., zm. 4 listopada 1969 r.) – brazylijski rewolucjonista i pisarz marksistowski.
Najbardziej znanym dziełem Marighelli jest podręcznik partyzantki miejskiej Minimanual do Guerrilheiro Urbano opisujący metody służące walce przeciw autorytarnym reżimom i wywołaniu rewolucji. Po konflikcie z kierownictwem partii wystąpił z Brazylijskiej Partii Komunistycznej i utworzył polityczno-militarną organizację o nazwie Ação Libertadora Nacional (ALN).
Po serii udanych porwań i napadów policja postanowiła go wyeliminować. Zginął zastrzelony w zasadzce na 800 Alameda Casa Branca w São Paulo.